# Fief de la Rapée
Le fief de la Rapée également appelé immunité de la Rapée,  était un fief, une immunité, laïque parisien, durant le Moyen Âge et sous l'Ancien Régime, situé au cœur des Halles de Paris.

## Situation
Le fief de la Rapée ou immunité de la Rapée était situé en plein cœur des Halles de Paris entre le marché aux Poirées à l'Est, la halle à la friperie à l'Ouest, la porte des Savetiers au Nord et la ruelle du four Saint-Martin-des-Champs au Sud. Ce qui n'était au départ qu'un seul corps d'hôtel, devint au fil du temps un ensemble de plusieurs corps d'hôtel disposés autour d'une cour intérieure et d'un puits, auxquels on accédait par une étroite allée pavée et voûtée en berceau à partir de la ville.

## Origine du nom
Ce fief, fut appelé à l'origine immunité d'Adelente Gente du nom d'une femme qui avait été élevée auprès du roi Louis VI le Gros et de sa femme Adélaïde de Savoie et qui en fut la première bénéficiaire.
 
Le lieu fut plus tard appelée fief de la Rapée en raison du nom des locataires qui l'occupèrent à la fin du XIIe siècle jusqu'au début du XIVe siècle.

## Historique
Au début de l'année 1137, l'évêque de Paris, Étienne de Senlis, concède le fossé de Champeaux au roi de France, Louis VI le Gros, qui y fait transférer le nouveau marché de Paris.

Fin 1137, le nouveau roi de France, Louis VII le Jeune, exempte Adelente Gente de tout droit sur une maison et un four qu'elle avait fait construire au nouveau marché des Champeaux.

À sa mort, elle lègue cette immunité au monastère Saint-Martin-des-Champs qui y exerce alors des droits de haute, moyenne et basse justice sur le domaine.

Le fief de la Rappée fut conservé par les religieux jusqu'à la Révolution qui jouirent des droits de justice accordés  jusqu'en février 1674.
Un terrain qui s'étendait de la rue de Bercy jusqu'au chemin en bord de Seine, à l'emplacement de l'actuel palais omnisports de Bercy dépendait du fief ce qui est à l'origine de la dénomination du quai de la Rapée. Un commissaire général aux troupes, M. de la Rapée, y fit construire une maison de plaisance en bordure de la rue de Bercy. 
Le quai de la Rapée se limite actuellement à la partie entre le pont d'Austerlitz et le pont de Bercy, le tronçon en amont de ce pont comprenant l'emplacement du fief de la Rapée étant le quai de Bercy, ce qui s'explique par la création de l'enceinte des Fermiers généraux à la fin du XVIIIe siècle, tracé de l'actuel boulevard de Bercy, en limite nord de l'ancienne propriété de M. de la Rapée, qui forme, de 1790 à 1859, la limite entre la Ville de Paris au nord et la commune de Bercy au sud.